# Johan Samuelsson
Johan Samuelsson (1 grudzień 1988 r.) – szwedzki unihokeista. Uczestnik World Games 2017.

## Kariera klubowa
- Granlo BK (2005 – 2008)
- IBK Dalen (2008 – 2012)
- Granlo BK (2012 – )

## Sukcesy

### Reprezentacyjne
- Mistrzostwa Świata w Unihokeju:
–  2 x  : 2012, 2014
–  2 x  : 2010, 2016

Szczegółowa tabela występów w reprezentacji.
| Turniej                                       | Rok  | M  | B  | A  | Pkt |
| --------------------------------------------- | ---- | -- | -- | -- | --- |
| Mistrzostwa Świata w unihokeju                |      | 18 | 13 | 19 | 32  |
|                                               | 2014 | 6  | 2  | 7  | 9   |
|                                               | 2012 | 6  | 5  | 7  | 12  |
|                                               | 2010 | 6  | 6  | 5  | 11  |
| Mistrzostwa Świata w unihokeju (kwalifikacje) |      | 5  | 3  | 10 | 13  |
|                                               | 2016 | 5  | 3  | 10 | 13  |